# Pedro Zape
Pedro Antonio Zape Jordán (Puerto Tejada, Colombia, 3 de junio de 1949) es un exfutbolista colombiano, jugaba como arquero y desarrolló la mayor parte de su carrera en el Deportivo Cali.

## Trayectoria
En 1966 llegó al Deportivo Cali. En esa época trabajaba también como jornalero, pero, curiosamente, su aparición en el mundo del fútbol la hizo con la selección colombiana en 1967, con motivo de un torneo Juventud de América, cuando todavía no había debutado como profesional.
Su primer partido con el cuadro azucarero fue en 1969 en un encuentro entre el Deportivo Cali y Atlético Nacional. Ese año obtuvo su primer título con el Deportivo Cali y al año siguiente el bicampeonato. Para la década siguiente se convirtió en un jugador indispensable del Cali y también de la Selección Colombia, logrando con el cuadro vallecaucano el título de 1974 y finalista de la Copa Libertadores en 1978.

Tras 18 años de estar ligado al equipo caleño y con 35 años de edad, en 1985, Zape fue transferido al América. Allí fue suplente de uno de los mejores arqueros extranjeros llegados a Colombia, el argentino Julio César Falcioni. Con los Diablos Rojos alcanzó a jugar cerca de 64 partidos, y logró dos títulos más en el torneo colombiano, siendo hasta el momento el único arquero en salir campeón con los dos equipos grandes del Valle de Cauca. Existe una versión que afirma que el médico Gabriel Ochoa Uribe, técnico del América en esa época, quería un reemplazante de lujo para Falcioni, y que por ello pensó en Pedro Zape.
El guardameta caucano se retiró en 1988 del fútbol activo, y desde entonces ha sido entrenador de arqueros de varios equipos y de la Selección Colombia.

## Selección nacional
Con la Selección Colombia participó en muchos torneos juveniles y algunos olímpicos, además de ser la gran figura del tricolor nacional en la Copa América 1975 en la que el equipo cafetero obtuvo el subcampeonato continental por primera vez en su historia. Jugó 47 partidos internacionales con la Selección Colombia.

### Participaciones enEliminatorias al Mundial
| Eliminatoria                           | Sede del Mundial       | Posición                                        | Resultado              | PJ | GR  | VI |
| -------------------------------------- | ---------------------- | ----------------------------------------------- | ---------------------- | -- | --- | -- |
| Eliminatorias Mundial de Alemania 1974 | Alemania               | 2°lugar 5pts Grupo 1                            | Eliminado              | 4  | -2  | 2  |
| Eliminatorias Mundial de España 1982   | España                 | 3°lugar 2pts Grupo 2                            | Eliminado              | 3  | -6  | 0  |
| Eliminatorias Mundial de México 1986   | México                 | 3°lugar 6pts Grupo 1 (Perdedor Repesca Interna) | Eliminado              | 2  | -3  | 1  |
| Total en Eliminatorias                 | Total en Eliminatorias | Total en Eliminatorias                          | Total en Eliminatorias | 9  | -11 | 3  |

### Participaciones enCopas América
| Torneo                 | Sede del Mundial       | Resultado              | PJ | GR | VI |
| ---------------------- | ---------------------- | ---------------------- | -- | -- | -- |
| Copa América 1975      | Sin Sede Fija          | Subcampeón             | 9  | -5 | 5  |
| Copa América 1979      | Sin Sede Fija          | Fase de grupos         | 4  | -2 | 3  |
| Copa América 1983      | Sin Sede Fija          | Fase de grupos         | 1  | -2 | 0  |
| Total en Copas América | Total en Copas América | Total en Copas América | 14 | -9 | 8  |

## Clubes

### Como jugador
| Club                | País                | Año                 | Partidos |
| ------------------- | ------------------- | ------------------- | -------- |
| Deportivo Cali      | Colombia            | 1966-1984           | 469      |
| América de Cali     | Colombia            | 1985-1988           | 64       |
| Total en clubes     | Total en clubes     | Total en clubes     | 533      |
| Selección Colombia  | Colombia            | 1972-1985           | 47       |
| Total en su carrera | Total en su carrera | Total en su carrera | 580      |

### Como preparador de arqueros
| Club              | País           | Año         |
| ----------------- | -------------- | ----------- |
| Selección Mayor   | Colombia       | 1989 - 1998 |
| Selección Mayor   | Perú           | 1998 - 1999 |
| Selección Mayor   | Colombia       | 2001        |
| Al-Hilal          | Arabia Saudita | 2002        |
| Selección Mayor   | Colombia       | 2003 - 2006 |
| Deportivo Cali    | Colombia       | 2005 - 2006 |
| Selección Mayor   | Honduras       | 2006 - 2010 |
| Selección Mayor   | Ecuador        | 2010 - 2014 |
| Atlético Nacional | Colombia       | 2015 - 2017 |
| Flamengo          | Brasil         | 2017        |
| Selección Mayor   | Chile          | 2018        |

## Palmarés

### Campeonatos nacionales
| Título           | Club            | País     | Año  |
| ---------------- | --------------- | -------- | ---- |
| Primera División | Deportivo Cali  | Colombia | 1969 |
| Primera División | Deportivo Cali  | Colombia | 1970 |
| Primera División | Deportivo Cali  | Colombia | 1974 |
| Primera División | América de Cali | Colombia | 1985 |
| Primera División | América de Cali | Colombia | 1986 |